# Alyxandria Treasure
Alyxandria Treasure (Prince George, 15 maggio 1992) è un'altista canadese.

## Biografia
Treasure ha preso parte alle prime gare nazionali di salto in alto nel 2007 a 15 anni. Nel 2009 ha esordito in ambito internazionale ai Mondiali allievi in Italia e ai conseguenti Mondiali juniores in Canada Ha ottenuto una borsa di studio alla Kansas State University dove ha gareggiato ai campionati NCAA.
Dopo aver vinto nel 2014 i Campionati NACAC under 23, Treasure è entrata a far parte del team nazionale seniores competendo nella finale dei Giochi panamericani dell'anno successivo. Nel 2016 ha raggiunto la misura per poter prendere parte ai Giochi olimpici di Rio de Janeiro 2016, dove ha concluso diciassettesima in finale. Nel 2018 arriva ad un passo dal podio ai Giochi del Commonwealth in Australia.

## Palmarès
| Anno | Manifestazione          | Sede           | Evento        | Risultato | Prestazione | Note |
| ---- | ----------------------- | -------------- | ------------- | --------- | ----------- | ---- |
| 2009 | Mondiali U18            | Bressanone     | Salto in alto | 11ª       | 1,75 m      |      |
| 2010 | Mondiali U20            | Moncton        | Salto in alto | 29ª (q)   | 1,70 m      |      |
| 2014 | Campionati NACAC U23    | Kamloops       | Salto in alto | Oro       | 1,85 m      |      |
| 2015 | Giochi panamericani     | Toronto        | Salto in alto | 7ª        | 1,85 m      |      |
| 2016 | Giochi olimpici         | Rio de Janeiro | Salto in alto | 17ª       | 1,88 m      |      |
| 2017 | Mondiali                | Londra         | Salto in alto | 21ª (q)   | 1,85 m      |      |
| 2018 | Giochi del Commonwealth | Gold Coast     | Salto in alto | 4ª        | 1,91 m      |      |
| 2018 | Campionati NACAC        | Toronto        | Salto in alto | nm        | nm          |      |